# Conquesta de Barxiluna
La conquesta de Barxiluna va ser l'operació militar realitzada entre els anys 800 i 801 per un exèrcit franc amb tropes d'Aquitània, Bascònia, Borgonya i Gòtia amb l'objectiu de reconquerir Madínat Barxiluna (actual Barcelona) que havia estat vuitanta anys sota domini del Califat de Còrdova. El setge i posterior conquesta s'emmarca dins la conquesta carolíngia d'Hispània.

## Antecedents
Al segle v, Bàrcino fou ocupada pels visigots d'Ataülf (any 415) provinents del nord d'Europa, els quals hi van instal·lar la cort per un breu període. El 531 Amalric hi fou assassinat. Posteriorment al segle viii, fou conquerida pel valí Al-Hurr ath-Thaqafí i s'inicià un període de gairebé un segle de domini musulmà durant el qual la ciutat prengué el nom de Madínat Barxiluna.
La conquesta de Girona, el 785, i la conquesta de la franja de terres situades entre les comarques del pla de Banyoles i l'Alt Segre van obrir el camí a l'atac a Barcelona, que havia restat més de vuitanta anys, almenys tres generacions nascudes i criades en un medi musulmà. La majoria de la població s'havia convertit, tret d'una minoria recalcitrant restada cristiana a la qual, per la liberalitat musulmana, se li tolerava el culte i el seu regiment per governants indígenes.
L'Emirat de Còrdova estava en ple conflicte perquè Al-Hàkam I estava lluitant contra les pretensions dels seus oncles Solimà i Abd-Al·lah ibn Abd-ar-Rahman, que es van rebel·lar a la mort d'Hixam I.
El 798, Guillem de Tolosa, qui en nom de Lluís el Pietós coordinà les operacions per conquerir al-Tagr al-Ala, va convocar la Dieta de Tolosa a la qual van assistir ambaixadors d'Alfons II d'Astúries i Bahlul Ibn Marzuq.

## Setge
Segons Ermold el Negre, un dia en què Virginis ut primum Titan conscenderit astrum / Et soror in propria sede sequetur iter. (és a dir, condició astrològica que a inicis del segle ix, es correspon al 20 d'agost de l'any 800), s'inicià una expedició que reuní un enorme exèrcit amb tropes d'Aquitània, Bascònia, Borgonya i Gòtia i diversa maquinària de setge per prendre la ciutat de Barxiluna. Es va dividir en tres fronts: el primer, comandat pel comte Rostany de Girona, faria el setge efectiu; el segon, dirigit per Guillem de Tolosa i Ademar de Narbona, s'establiria entre Làrida i Saraqusta per aturar l'ajut que pogués venir de Qúrtuba, atacant les ciutats d'Osca i Lleida; i un tercer cos encapçalat pel mateix Lluís el Piadós esperaria al Rosselló. A més, es provocà una revolta a Pamplona, que es tragué el jou musulmà de sobre.
A la tardor del 800, assetjada ja Barcelona pels francs, el valí Sadun ar-Ruayní, que havia estat molt compromès en la revolta d'Abd-Al·lah ibn Abd-ar-Rahman, veient que el setge s'allargava i que arribaria fins a l'hivern, va fugir per demanar ajut a Qúrtuba, però va ser descobert i capturat i fou dut a Aquisgrà on va ser executat. Un exèrcit de socors es va reunir a Saraqusta, però no va dirigir-se a Barcelona, car l'exèrcit franc era molt superior i atacava amb trabuquets.
Harun, emparentat amb alguns nobles gots de la ciutat, va assumir el govern interí i Lluís el Pietós fou avisat perquè vingués a donar el cop final a la presa de la ciutat. En veure arribar l'exèrcit de reserva, el desànim va fer efecte en la població barcelonina i, dos mesos després, el nou valí decidí lliurar la ciutat el 3 d'abril de 801, cansada de passar fam, privacions i tensió per la guerra. Després d'un setge d'uns sis mesos, doncs, la fam va fer que els habitants de la Barcelona musulmana obrissin les portes a les tropes de l'exèrcit cristià de Lluís el Pietós, comandat pel duc Guillem de Tolosa.

## Conseqüències
Els carolingis convertiren Barcelona en la capital del Comtat de Barcelona i la incorporaren als seus dominis, un territori que d'Elna, passant per Girona, arribava fins a Barcelona. L'esquema politicoadministratiu es va organitzar al voltant de dues autoritats: el comte i el bisbe. Berà, fill de Guillem de Tolosa, va ser nomenat primer comte de la ciutat.
El territori conquerit tenia molts punts febles, perquè quedava molt poc defensat dels possibles contraatacs islàmics, partint de les terres d'Al-Tagr al-Ala, la frontera superior, organitzada al voltant de Saraqusta i la seva base avançada de Làrida. La frontera del Llobregat fou fortament reforçada, i posteriorment es van fer tres intents fallits de conquesta de Turtuixa, el 804, 807 i 808, i Wasqa els anys 807 i 812, mentre Al-Hàkam I intentava el 801 recuperar Pamplona, malgrat que fou derrotat en la batalla de Conchas de Arganzón.